# Untersteinbach (Bergisch Gladbach)
Untersteinbach ist ein Ortsteil im Stadtteil Asselborn von Bergisch Gladbach.

## Geschichte
Der Name Untersteinbach nimmt Bezug auf die mittelalterliche Siedlungsgründung, die 1351 erstmals urkundlich als Steynenbach/Steynbach belegt ist. Für die Hofgründung ist der Steinbach namengebend gewesen, der zwischen Obersteinbach und Untersteinbach verläuft. Nachdem sich neben dem ursprünglichen Siedlungskern eine zweite Hofstelle gebildet hatte, wurde der Siedlungsname zur Unterscheidung um die Bestimmungsworte Ober/Unter ergänzt.
Unter der französischen Verwaltung zwischen 1806 und 1813 wurde das Amt Porz aufgelöst und die Honschaft Dürscheid, zu der auch Untersteinbach gehörte, wurde politisch der Mairie Bensberg im Arrondissement Mülheim am Rhein zugeordnet. 1816 wandelten die Preußen die Mairie zur Bürgermeisterei Bensberg im Kreis Mülheim am Rhein. Untersteinbach zählte 1845 45 Einwohner katholischen Glaubens.
In der Aufstellung des Königreich Preußen für die Volkszählung 1885 wurde Untersteinbach aufgeführt als Wohnplatz der Landgemeinde Bensberg im Kreis Mülheim am Rhein. Zu dieser Zeit wurden sechs Wohnhäuser mit 40 Einwohnern gezählt.
1905 zählten die beiden Siedlungen 16 Wohngebäude und 104 Einwohner.

## Umgebung
100 m nordöstlich vom Ortsausgang Richtung Keller liegt das ca. 1 ha große Naturschutzgebiet Feuchtwiese bei Keller, das 1990 unter Schutz gestellt wurde. 

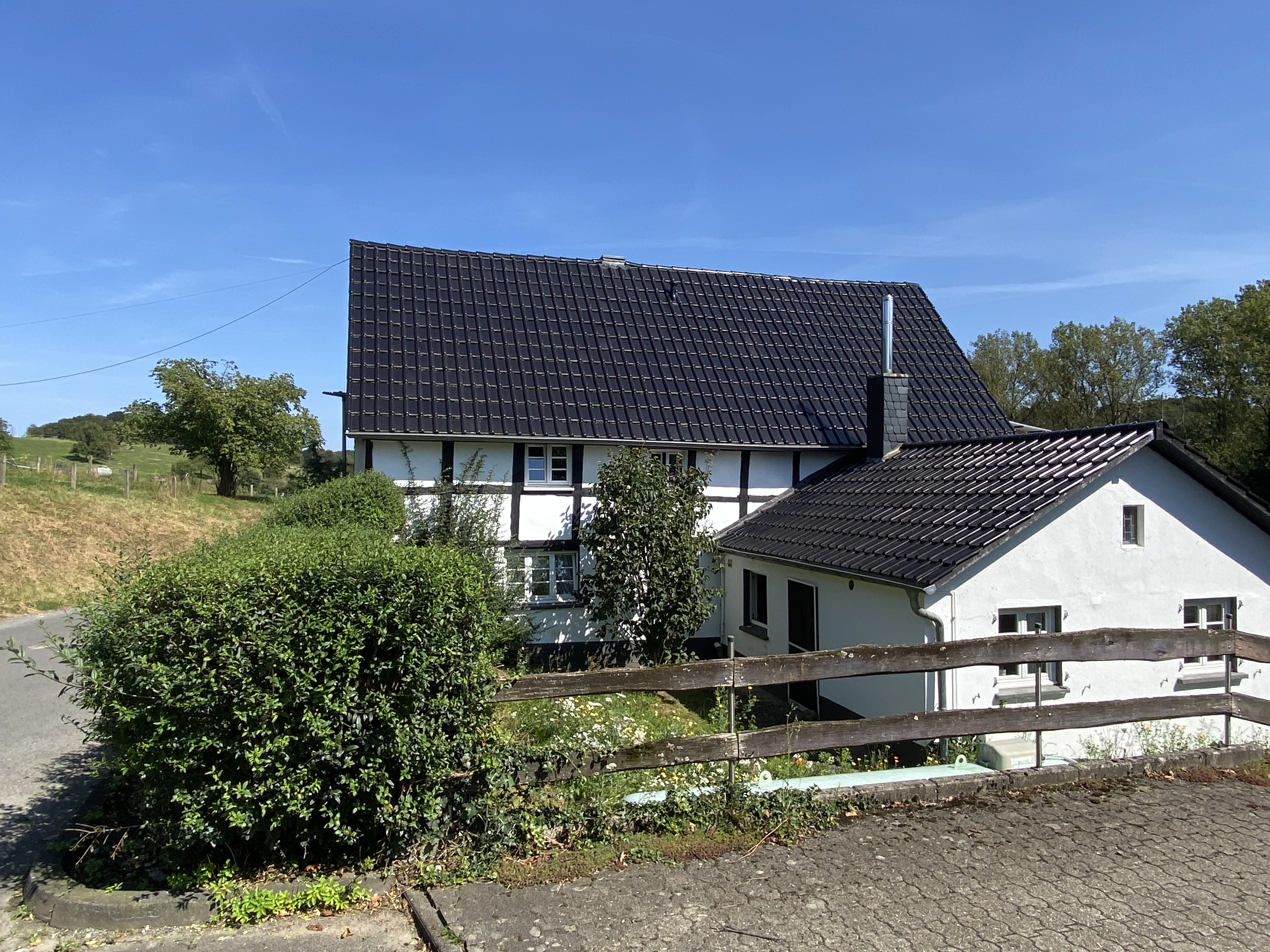
Fachwerkhaus in Untersteinbach
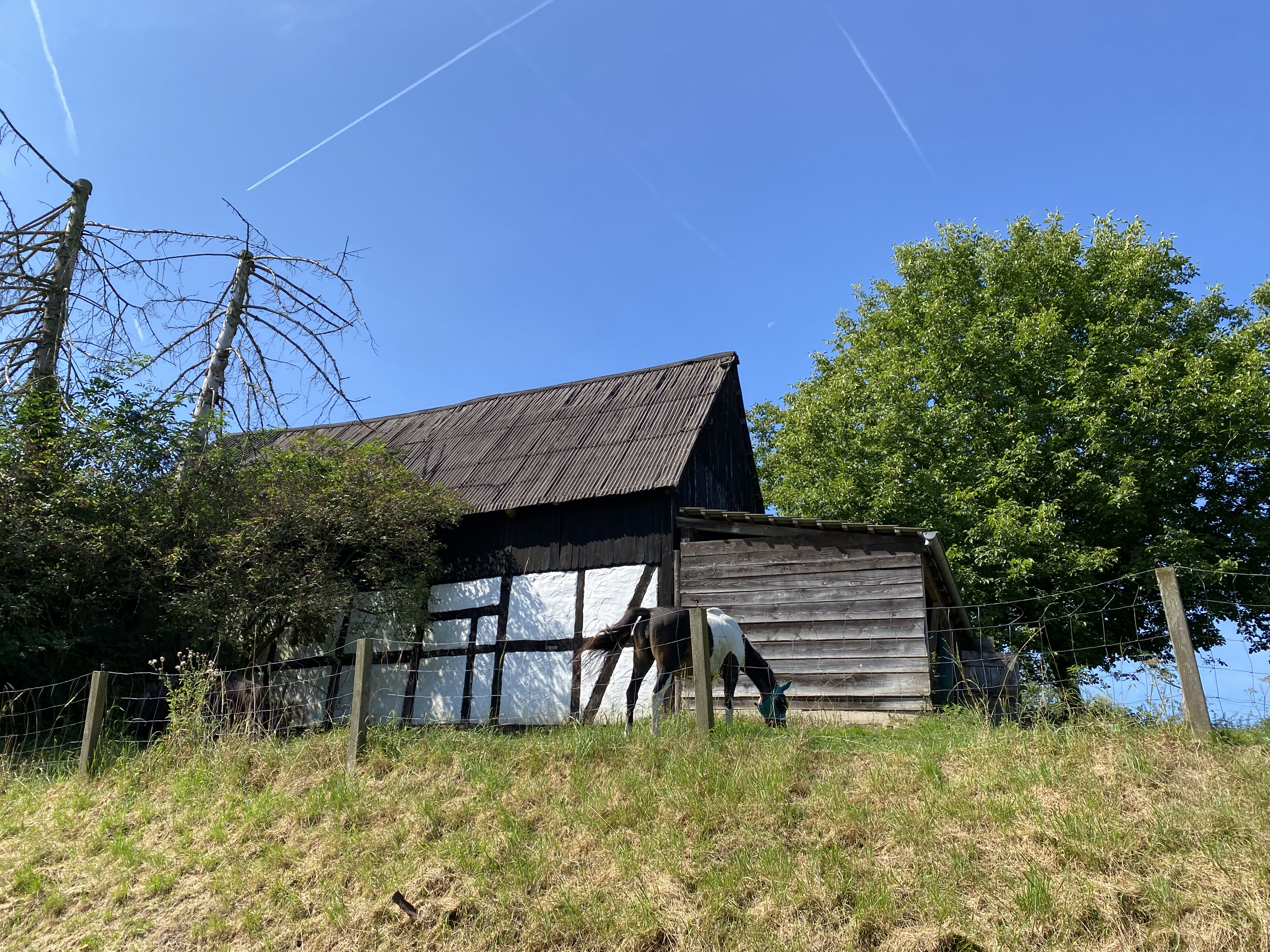
Fachwerk-Nebengebäude
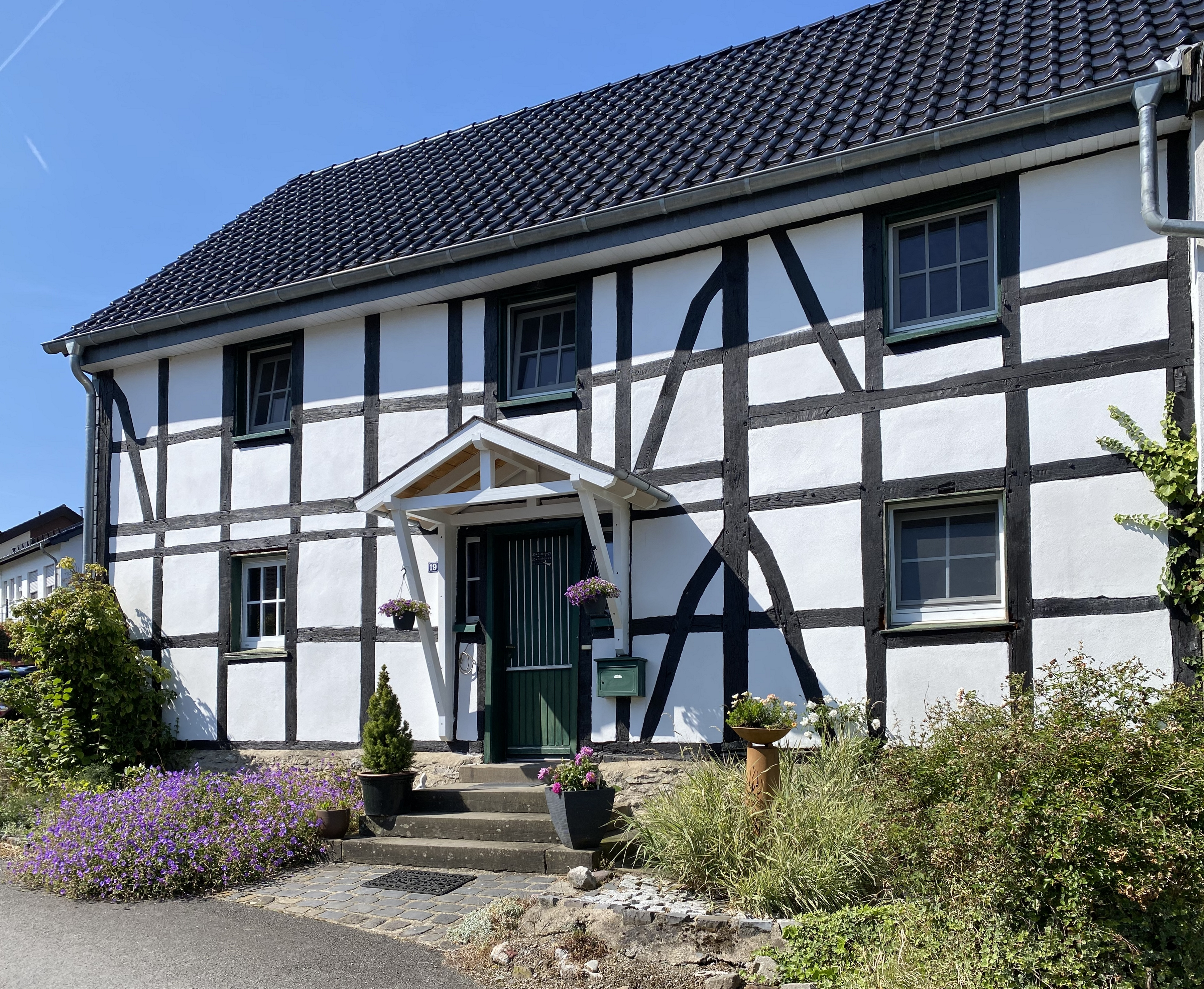
Fachwerkhaus in Untersteinbach
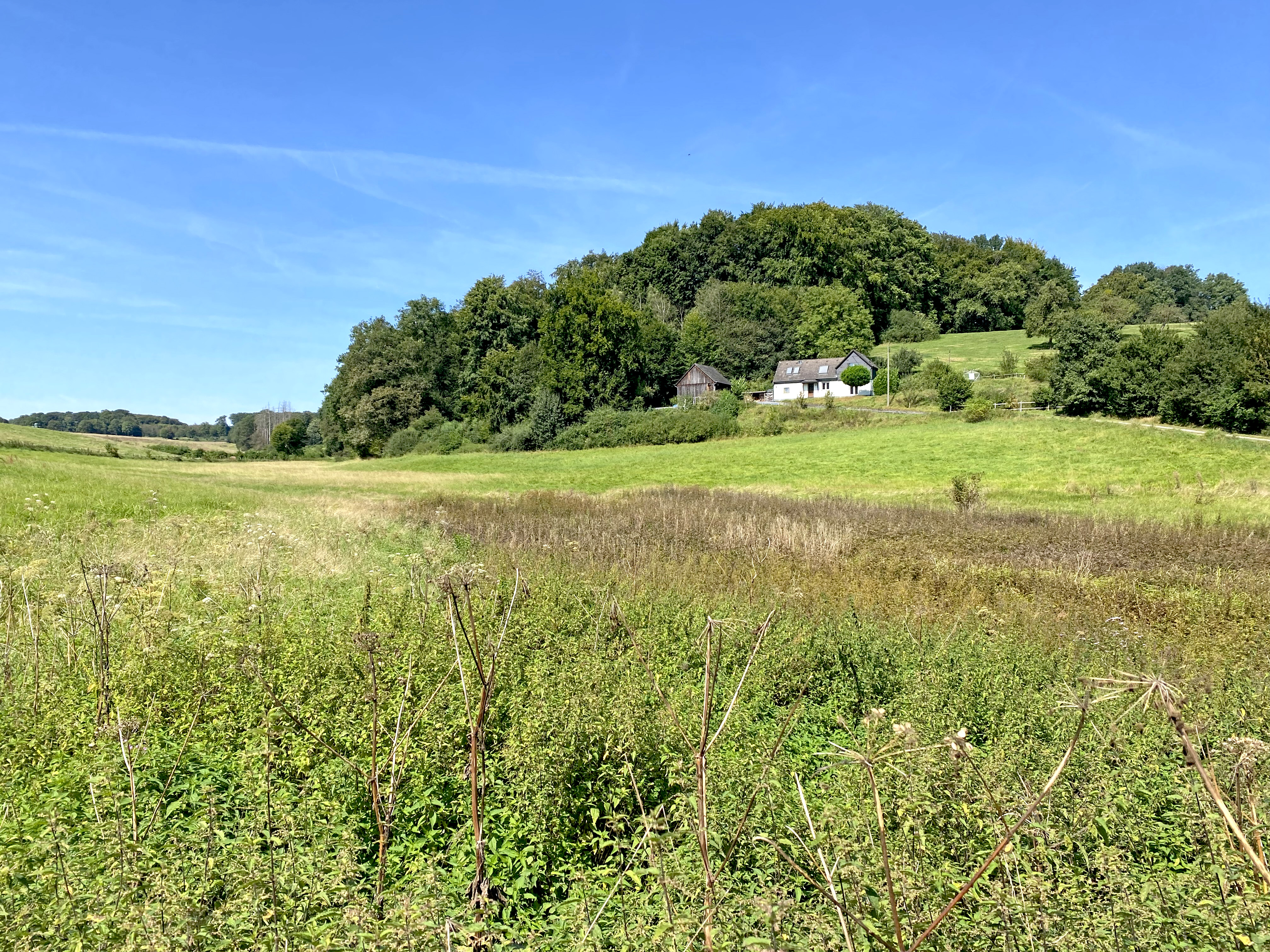
NSG Feuchtwiese bei Keller